# Lauren Groff

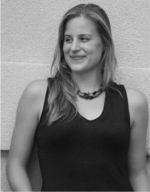
Lauren Groff (2007)

Lauren Groff (* 23. Juli 1978 in Cooperstown, New York) ist eine US-amerikanische Schriftstellerin.

## Biografie
Groff wurde in Cooperstown im US-Bundesstaat New York geboren und ist auch dort aufgewachsen. Sie studierte am Amherst College und danach an der Universität von Wisconsin-Madison, wo sie ihr Studium mit einem Master of Fine Arts (M.F.A.) abschloss.

## Werdegang
Groff ist Autorin von fünf Romanen und von zwei Kurzgeschichtensammlungen. Ihr erster Roman Die Monster von Templeton wurde am 5. Februar 2008 in den USA veröffentlicht und schaffte sogleich den Sprung auf die Bestsellerliste der New York Times. Stephen King, der den Roman bereits vor der Veröffentlichung gelesen hatte, verfasste eine frühe positive Rezension für die Zeitschrift Entertainment Weekly. Amazon.com und der San Francisco Chronicle erklärten den Roman zu einem der besten Bücher des Jahres 2008.
Die Monster von Templeton ist eine zeitgenössische Geschichte über die Rückkehr nach Templeton, das unschwer als fiktionalisierte Darstellung von Cooperstown erkennbar ist. Die Romanhandlung ist durchsetzt von Stimmen von Personen aus der Geschichte der Stadt sowie mit Anleihen aus James Fenimore Coopers Roman Die Ansiedler, der ebenfalls in einer Templeton genannten, fiktionalisierten Variante von Cooperstown spielt.
Ihr zweiter Roman Arcadia wurde im März 2012 in den USA veröffentlicht. Er erzählt die Geschichte des ersten Kindes, das in einer fiktionalen Kommune der 1960er Jahre im nördlichen Teil des Bundesstaats New York geboren wird. Der sich gut verkaufende Roman erhielt positive Rezensionen in der New York Times Sunday Book Review, in der Washington Post und im Miami Herald. Auch dieser Roman wurde von verschiedenen US-amerikanischen Medien zu einem der besten Bücher des Jahres 2012 gekürt.
Ihr dritter Roman Licht und Zorn wurde im September 2015 in den USA veröffentlicht. Licht und Zorn porträtiert eine 24 Jahre dauernde Ehe aus zwei Perspektiven, zuerst aus derjenigen des Mannes und dann aus derjenigen der Frau. Das Buch wurde für den National Book Award 2015 in der Kategorie Belletristik nominiert und in zahlreiche Jahresbestenlisten für 2015 aufgenommen. Von Amazon.com wurde es zum besten Buch des Jahres 2015 gekürt. US-Präsident Barack Obama bezeichnete Licht und Zorn als sein persönliches Lieblingsbuch des Jahres 2015.
In Matrix geht es um eine äußerlich unattraktive angevinische Prinzessin, die ins Kloster verbannt wird, dort aber aufblüht und dank ihrer reichen inneren Werte aus dem vorher eher lieblos geführten Konvent ein prosperierendes Gemeinwesen macht.

## Privatleben
Groff ist verheiratet, hat zwei Söhne und lebt in Gainesville (Florida). Groffs Schwester ist die Triathletin Sarah True.

## Werke

### Romane
- The Monsters of Templeton, Roman, Hyperion Books, New York City 2008, ISBN 978-1-401-32225-0.
  - Die Monster von Templeton, deutsch von Judith Schwaab, C. H. Beck, München 2009, ISBN 978-3-406-58390-2.
- Arcadia, Roman, Hyperion Books, New York City 2012, ISBN 978-1-401-34087-2.
  - Arcadia, deutsch von Judith Schwaab, C. H. Beck, München 2013, ISBN 978-3-406-65365-0.
- Fates and Furies, Roman, Riverhead Books, New York City 2015, ISBN 978-1-594-63447-5.
  - Licht und Zorn, deutsch von Stefanie Jacobs, Hanser Berlin, Berlin 2016, ISBN 978-3-446-25316-2.
- Matrix. William Heinemann, London 2021, ISBN 978-1-78515-190-3.
  - Matrix, deutsch von Stefanie Jacobs, Ullstein Verlage Berlin, 2022,  ISBN 978-3-546-10037-3.
- The Vaster Wilds. Random House, New York 2023, ISBN 978-1-5291-5291-3.

- - Die weite Wildnis. deutsch von Stefanie Jacobs, Claassen Verlag, Berlin 2023, ISBN 978-3-546-10035-9.

### Kurzgeschichten
- Delicate Edible Birds, Kurzgeschichten, Hachette Books, New York City 2009, ISBN 978-1-401-34086-5.
- Florida, Kurzgeschichten, William Heinemann, Portsmouth 2018, ISBN 978-1-785-15188-0.